# Sara Baume
Sara Baume (geboren 1984) is een Ierse romanschrijver. 
Sara Baume heeft een Engelse vader en een Ierse moeder. Terwijl haar ouders in een caravan rondreisden, werd Sara Baume geboren "op weg naar Wigan Pier ". Toen ze vier was, verhuisden ze naar County Cork, Ierland.  Sara Baume studeerde beeldende kunst aan Dun Laoghaire College of Art and Design en creatief schrijven aan Trinity College, Dublin, waar ze haar Master in Filosofie ontving. Ze heeft een Literary Fellowship ontvangen van de Lannan Foundation in Santa Fe, New Mexico.
In 2015 nam ze deel aan de Fall Residency van het International Writing Program aan de University of Iowa, in Iowa City, IA.
In Baume's romans Stommelen stampen slaan uit 2015 en Zevenduizend eiken uit 2017 speelt de band tussen mens en dier een belangrijke rol. Stommelen stampen slaan gaat over een zonderlinge man wiens leven een nieuwe wending krijgt wanneer hij een hond adopteert. Zevenduizend Eiken gaat over een jonge kunststudente die stopt met haar studie en zich terugtrekt in een huis in een bos. Ze herpakt zichzelf door dode dieren te fotograferen.
Na een schrijfpauze bracht Baume in maart 2020 het non-fictieboek Handiwork uit. In Handiwork beschrijft Baume het proces van het kunstproject waar ze aan werkte: een collectie houten modelvogels.

## Boeken

### Romans
- Stommelen stampen slaan Querido, 2015. ISBN 978-9021400228 (Oorspronkelijke titel: Spill Simmer Falter Wither)
- Zevenduizend eiken Querido, 2017.  ISBN 978-9021404844 (Oorspronkelijke titel: A Line MAde by Walking, genoemd naar het Richard Long- beeld, A Line Made by Walking)[8][9]

### Non-fictie
- Handiwork Tramp Press, 2020. ISBN 1916434258

## Prijzen
- Davy Byrne's Short Story Award voor Solesearcher1, 2014[1][10]
- Hennessy New Irish Writing Award, 2015
- Rooney-prijs voor literatuur, 2015
- Irish Book Award Sunday Independent Newcomer of the Year fvoor Spill Simmer Falter Wither, 2015[11]
- Geoffrey Faber Memorial Prize, voor Spill Simmer Falter Wither, 2015[12]
- Kate O'Brien Award voor Spill Simmer Falter Wither, 2016[13]

- Bibliothèque nationale de France: cb16983661s (data)
- CiNii: DA18849276
- Gemeinsame Normdatei: 1072168545
- International Standard Name Identifier: 0000 0004 4738 657X
- Library of Congress Control Number: no2015040025
- Bibliotheek van het Japanse parlement: 001247360
- Nationale Bibliotheek van Tsjechië: xx0208171
- Nationale Bibliotheek van Israël: 987007419241405171
- Nationale en Universitaire bibliotheek Zagreb: 000687113
- Nederlandse Thesaurus van Auteursnamen: 395442885
- Réseau des bibliothèques de Suisse occidentale: 02-A026614682
- Système universitaire de documentation: 193967669
- Virtual International Authority File: 315189671
- WorldCat: E39PBJhX9k84DHM98vr7fgfQbd